# Камерленго, Паскуале
Паскуа́ле Камерле́нго (итал. Pasquale Camerlengo, род. 14 апреля 1966 года) — итальянский фигурист, выступавший в танцах на льду со Стефанией Калегари, а затем с Дианой Гереншер. С Калегари он представлял Италию на Олимпийских играх 1992 года, где спортсмены заняли пятое место. Кроме того, они были четвертыми на чемпионате Европы в 1992 году и на чемпионате мира того же года. С Дианой Гереншер Камерленго выступал на Олимпийских играх 1998 года, и занял 17-е место.
В настоящее время он работает тренером по фигурному катанию и хореографом. Среди его учеников — танцоры Федерика Файелла/Массимо Скали и Дженнифер Уэстер/Даниил Баранцев.
Паскуале Камерленго женат на российской фигуристке Анжелике Крыловой. У них двое детей (дочь Стелла 2005 г. р. и сын Энтони — 2008).

## Результаты
(с Гереншер)
| Соревнование            | 1997 | 1998 |
| Зимние Олимпийские игры |      | 17   |
| Чемпионаты мира         |      | 16   |
| Чемпионаты Европы       | 11   | 13   |

(с Калегари)
| Соревнование            | 1986 | 1987 | 1988 | 1989 | 1990 | 1991 | 1992 | 1993 |
| Зимние Олимпийские игры |      |      |      |      |      |      | 5    |      |
| Чемпионаты мира         | 15   |      |      | 7    | 10   | 6    | 4    | 6    |
| Чемпионаты Европы       | 12   | 13   | 11   | 5    |      | 6    | 4    | 5    |
| NHK Trophy              |      |      |      |      | 3    | 3    |      |      |
| Skate America           |      |      |      |      | 1    |      |      |      |